# 岩泉街道
岩泉街道（がんせんがいどう）は、中華人民共和国浙江省麗水市蓮都区にある郷級行政区。

## 下級行政区画
朝陽社区、天寧社区、麗陽社区、正陽社区、北苑路社区、天寧寺村、後甫村、九里村、岩泉村、青林村、長崗背村、関下村、社後村、涼塘村、秋塘村、冷水村、黄畈村、琯頭村、余嶺村、里佳源村、雨傘崗村、楓樹湾村、下後弄村